# Földes Géza
Földes Géza (Dálnok, 1857. november 15. – Mátyásföld, 1937. június 6.) író, pedagógus, újságíró, ifjúsági író, iskolaigazgató.

## Életpályája
A székelykeresztúri tanítóképzőben szerzett tanítói oklevelet, majd az érettségi letétele után beiratkozott a Budapesti Tudományegyetemre. 1878-tól Nagyborosnyón igazgató-tanító volt. 1891-ben Budapestre került és itt előbb polgári iskolai tanár, majd igazgató lett. 1891–1892-ben az Ország-Világ segédszerkesztője volt.
Benedek Elekkel együtt szerkesztette a Nemzeti Iskola című tanügyi lapot. Humoros tárcákat, pedagógiai cikkeket, elbeszéléseket és ifjúsági regényeket írt.

## Művei
- Dinka és Darinka (elbeszélés, Budapest, 1893)
- A beszélő arany (elbeszélés, Máramarossziget, 1893)
- Szibériai képei (elbeszélés, Máramarossziget, 1893)
- Hajdani székely diákélet. A falusi iskolától a falusi iskoláig (Budapest, 1927)[2][3]
- Székely diákélet (elbeszélés, Budapest, 1936)